# Timioderus coronula
Timioderus coronula är en stekelart som beskrevs av John M. Heraty 1994. Timioderus coronula ingår i släktet Timioderus och familjen Eucharitidae.
Artens utbredningsområde är Nigeria. Inga underarter finns listade i Catalogue of Life.